# François Ambrosiny
Pour les articles homonymes, voir Ambrosini.
Œuvres principales
Maïmouna (1906)
Une nuit à Ispahan (1909)
Les Petits Riens (1914)
François Ambrosiny (né Ambrosino) est un danseur et chorégraphe franco-belge né le 12 janvier 1868 à Procida en Italie et mort à Bruxelles le 12 août 1944.

## Biographie
Fils d'un marin italien, Ambrosiny commence la danse à l'âge de 14 ans. Deux ans plus tard, il est engagé à Tunis pour danser dans le harem du palais du Bardo. Arrivé à Bruxelles en 1900 comme danseur et régisseur de la danse au Théâtre de la Monnaie, il danse  devant la reine Victoria et le futur roi Edouard VII. Par la suite, il passera d'ailleurs plusieurs saisons au Covent Garden de Londres.
Ambrosiny devient maître de ballet de La Monnaie en 1904 et chorégraphe ; il exerce ces fonctions jusqu'en 1934, hormis durant la Première Guerre mondiale où le théâtre est fermé. En 1922, 1927 et 1928, il fait venir à Bruxelles les Ballets russes de Serge de Diaghilev et invite plusieurs fois Michel Fokine à remonter ses ballets.
De 1906 à 1933-1934, toujours maitre de ballet, il crée ou remonte trente-cinq ballets et chorégraphie les parties dansées de plusieurs opéras. Retiré à 56 ans, il meurt dix ans plus tard dans sa maison de Laeken à Bruxelles où ses filles, les demoiselles Ambrosiny, enseignent dans les caves la tradition de la danse classique aux enfants – dont Annie Cordy – et présentent régulièrement les spectacles de leurs « ambrosinettes ».

## Chorégraphies
- Une aventure de la Guimard (Bruxelles, 3 février 1905)
- Maïmouna, musique d'Alexandre Béon (Bruxelles, 20 janvier 1906)
- Au pays des cigales, musique de Léo Pouget (Bruxelles, 6 janvier 1908)
- Quand les chats sont partis..., musique de Georges Lauweryns (Bruxelles, 16 octobre 1908)
- Le Maître à danser, musique de François Rasse (Bruxelles, 29 janvier 1909)
- Une nuit à Ispahan, musique de Joseph Szulc (Bruxelles, 19 octobre 1909)
- Hopjes et Hopjes, musique de Georges Lauweryns (Bruxelles, 16 novembre 1910)
- La Zingara, musique de Joachín Valverde (Bruxelles, 27 novembre 1911)
- S'Arka, musique de Joseph Jongen (Bruxelles, 27 février 1912)
- Le Jardin des délices, musique de Goossens (Bruxelles, 20 novembre 1912)
- Istar, musique de Vincent d'Indy (Bruxelles, 28 octobre 1913)
- La Phalène, musique d'Auguste De Boeck (Bruxelles, 16 décembre 1913)
- Les Petits Riens, musique de Mozart (Bruxelles, 2 février 1914)
- Une fête chez la Poulinière, musiques diverses (Paris, 25 mai 1916)
- Les Deux Sœurs, musique de Berry (Paris, 2 août 1917)
- Le Diable galant, musique de Louis Delune, co-chorégraphe Maurice Chassang
- L'Oiseau de paradis, musique de Frédéric Chopin (Bruxelles, 14 avril 1921)
- Fête ruthène, musique d'Antonín Dvořák (Bruxelles, 16 novembre 1922)
- La Mascarade des princesses captives, musique de Francesco Malipiero (Bruxelles, 19 septembre 1924)
- Une nuit chez la Tallien, musique d'Eugène Saeys (Bruxelles, 22 avril 1925)
- La Nuit de Phoebus, musique de Camille Kufferath (Bruxelles, 6 novembre 1925)
- L'Oiseau enchanté, musique de Nicolas Tcherepnine (Bruxelles, 11 mars 1926)
- Les Danses wallonnes, musique d'André Grétry (Bruxelles, 4 août 1926)
- Ma-Tchou-Tchin, musique de Gaston Knosp (Bruxelles, 13 mars 1927)
- Nymphes des bois, musiques diverses (Bruxelles, 25 octobre 1927)
- Le Dieu mendiant, musique d'Erasme Raway (Bruxelles, 4 février 1928)
- La Nuit ensorcelée, musique de Frédéric Chopin (Bruxelles, 21 décembre 1928)
- Impressions de music-hall, musique de Marcel Pierné (Bruxelles, 11 avril 1929)
- Le roi boit, musique de Maurits Schoemaker (Bruxelles, 16 décembre 1929)
- Céphale et Procris, musique d'André Grétry (Bruxelles, 30 avril 1930)
- Tentation du poète, musique d'Auguste De Boeck (Bruxelles, 22 mai 1930)
- La Boîte à joujoux, musique de Claude Debussy (Bruxelles, 10 janvier 1932)
- Ruse d'amour, musique d'Alexandre Glazounov (Bruxelles, 8 octobre 1932)
- Taglioni chez Musette, musique d'Henri Busser (Bruxelles, 18 octobre 1932)
- Myosotis, musique de Philippe Flon (Bruxelles, 5 décembre 1932)
- Pâris et les trois divines, musique de Marcel Poot (Bruxelles, 23 mars 1933)
- La Vengeance de Diane, musique d'André Grétry (Bruxelles, 9 octobre 1933)
- Les Deux Bossus, musique de Paul Gilson (Bruxelles, 15 février 1934)
- Le Loup-garou, musique de Victor Vreuls (Bruxelles, 1937, non représenté)

## Note
1. ↑  Et non le 1er janvier 1878 comme le signalent la plupart des biographies.
2. ↑  Base Léonore
3. ↑  Jules Salès, Théâtre royal de la Monnaie 1856-1870, Éd. Havaux, Nivelles, 1971